# Ô
Ô (gemenform: ô, o med cirkumflex) är en bokstav som förekommer i portugisiska, franska, vietnamesiska, slovakiska, västfrisiska, kymriska och kasjubiska.
I vietnamesiska alfabetet är det den 18:e bokstaven och uttalas som bokstaven o på svenska till skillnad från ett vanligt o som i stället uttalas som å. Samma uttalsskillnad gäller även portugisiska även om tecknet där inte räknas som en egen bokstav.
På franska markerar ô att det ska uttalas som om den hade följts av ett s. Den används i ord som hôpital, hôtel och côte där det efterföljande s:et genom språkets utveckling har fallit bort.
På svenska används ô normat sett inte, men ibland används det för att beteckna dialektala uttal som kallas svenskans tionde vokal.